# Secret Magic Control Agency
Secret Magic Control Agency (bra: Agência Secreta de Controle de Magias; prt: Agência Secreta de Controlo de Magia) é um filme de aventura e fantasia de animação russa e americana em língua inglesa de 2021. O filme é produzido pela Wizart Animation, CTB Film Company e QED International. O filme é baseado na história de Hänsel und Gretel dos Irmãos Grimm.
Situado em um reino mágico, João e Maria se tornam agentes secretos da Agência Secreta de Controle de Magias. Sua missão é rastrear o Rei desaparecido antes de seu aniversário. Os agentes e irmãos de personalidades opostas, um como funcionário público em Maria, enquanto o outro como charlatão em João, empreendem a missão crítica do tempo que testa sua força de vontade, mas no final será o triunfo dos valores familiares. No entanto, eles devem primeiro desafiar o sequestrador, uma poderosa Bruxa do Casa de Gengibre que está quase terminando de executar a conspiração para se casar com o Rei para que ela possa terminar uma velha vingança que herdou de trabalhar como cozinheira para a família real.
A produção do filme começou em 2018. O filme retrata a personalidade, o desenvolvimento do personagem e os temas dos clássicos irmãos João e Maria, mostrando comparações lado a lado de suas vidas desde a do passado ao presente. A produção do filme foi apresentada em diversos mercados internacionais de cinema.
A produção do filme foi apresentada em diversos mercados internacionais de cinema. O filme foi lançado em 18 de março de 2021 na Rússia pela Sony Pictures Productions and Releasing (SPPR). A Netflix adquiriu os direitos globais do filme e foi lançado em 25 de março de 2021 no serviço de streaming.

## Sinopse
Em um reino de fantasia onde existem sereias, bruxas e bruxos, toda a magia é regulada pela Agência Secreta de Controle de Magias. Poucos dias antes do aniversário do rei, o rei encontra sua comida encantada com magia negra e é sequestrado por esta comida. A fim de proteger o resto do reino do pânico e do caos, os guardas reais estão empenhados em manter o sequestro longe dos olhos do público e recrutar os serviços de segurança de Agência Secreta de Controle de Magias.
O Supervisor de Agência Secreta de Controle de Magias designa a Agente Maria para seguir um mestre de circo, mas quando Maria descobre que ele sequestrou criaturas mágicas, ele acaba sendo o a pista errada. Ela liberta as criaturas e recebe um colar especial de uma sereia e uma pena de uma Fênix. Mais tarde, ela é designada pelo Agente Madrasta, junto com Hansel, irmão charlatão de Gretel, para encontrar o rei. Ela acredita que João poderia usar suas habilidades mágicas e conhecimento de roubo para encontrar o rei, sem saber que ele é simplesmente um impostor desonesto sem habilidades mágicas reais. Ambos recebem equipamento de espionagem da Agente Madrasta para a missão.
Com a ajuda de Hansel, a dupla descobre que uma padaria local tem uma sala secreta atrás de uma lareira com cupcakes vivos, incluindo um grande biscoito de cachorro errante. João é perseguido pelo biscoito corgi, o que dá a Maria tempo para examinar a despensa para descobrir poções e ingredientes mágicos, incluindo uma caneca de extrato de baunilha encantada e uma poção que transforma o bebedor em crianças. Infelizmente, o biscoito corgi persegue João até a despensa, e o caos resultante deixa a dupla e o cão deixando cair a poção criando uma explosão de fogos de artifício. No raio da explosão, todos os seres vivos, incluindo os irmãos, transformam-se em crianças.
A Agência Secreta de Controle de Magias não teve ajuda, pois ninguém acreditava que as crianças eram João e Maria. Os irmãos devem agora seguir a viagem com o biscoito de corgi que João trouxe consigo, pois não queria que se ferisse como um cão sem-abrigo. Eles procuram a ajuda de Baba Yaga, uma bruxa que deveria comer crianças. Os irmãos descobrem que o extrato de baunilha encantada vem de um pântano onde vive a bruxa do mar. Depois de deixar a casa de Baba Yaga para encontrar um antídoto, eles encontram o caminho para os pântanos que acabam sendo o paraíso das sereias. A feiticeira do mar, rainha das sereias, confunde o trio de espiões que trabalhavam para Ilvira, a feiticeira da casa de gengibre e ex-chefe do rei. João e Maria descobrem que as sereias têm mais biscoitos Ilvira como prisioneiras que falam algaravia.
Sem outra opção, Maria solta os biscoitos e os segue deixando um rastro na esperança de descobrir onde está Ilvira. Após João e Maria sobreviverem a um encontro com um enorme buraco de rosquinha, eles descobrem o esconderijo de Ilvira e, finalmente, o Rei sequestrado. Os espiões descobrem que Ilvira pretendia fazer com que o governante e todo o reino se apaixonassem pela magia para se tornar rainha e assim ter o poder mágico que é concedido ao próprio título de nobreza. O rei reconhece João como uma versão envelhecida do mago que roubou a estátua de todos e alertou os guardas do esconderijo de Ilvira. Ela pega as crianças e as envia, junto com os biscoitos corgi, que amavam João e Maria mais do que Ilvira, para um forno em forma de caverna que os transformaria em guloseimas.
No forno, João e Maria discutem um com o outro; Maria está desapontada com a ocupação de seu irmão como vigarista, enquanto João está triste porque Maria priorizou sua carreira como agente em detrimento de sua própria família. João revela a Maria que, embora seus pais defendam que seus filhos sejam honestos, seus empregos como agentes do A.S.C.M. não eram suficientes para financiar a educação de Maria e que João havia desistido de sua chance de uma vida honesta para pagar as mensalidades de Gretel, que ele disse a Maria ser uma bolsa de estudo do rei. Maria percebe o quanto João se sacrificou por ela. Eles se reconciliam e fogem do forno.
Os irmãos preparam um antídoto de pena de fênix e partem para um casamento em uma estátua de dragão. Eles seguem os faróis que João deixou para trás em sua jornada. Maria consegue dar o antídoto ao rei, mas o casamento é selado antes que eles possam impedir Ilvira. Todos os outros cidadãos estão sob o controle de Ilvira, que também comeu seus biscoitos embebidos em uma poção do amor. Antes que Maria pudesse colocar o antídoto na máquina de biscoitos de Ilvira, Ilvira pega o antídoto de volta e empurra as crianças na massa para assá-las como se fossem biscoitos. Usando um dispositivo da Agência Secreta de Controle de Magias, João roubou equipamentos da agência, João e Maria conseguem escapar e tomar o antídoto de volta, jogando Ilvira na massa de biscoitos. Ele é explodido e pousa em um donut Kolobok, que anteriormente atacou João e Maria. Uma batalha sobre o destino do governo é desencadeada na praça real. Maria ativa o Agência Secreta de Controle de Magias eletrolaser, que impede o avanço dos soldados de pão de mel.
Depois que Maria salvou o rei e o reino da magia negra culinária de Ilvira, Maria recebeu o título de "Melhor Agente" e João recebeu uma licença oficial para praticar magia. João se recusa porque ele não pode usar magia real. Maria decide trabalhar com seu irmão em todas as missões futuras. A Agente Madrasta atribui a Maria uma nova missão urgente. Capuchinho Vermelho foi visto na floresta. Os Irmãos Grimm são contratados pela agência para escrever uma história de capa que conta a história de duas crianças trabalhando juntas para derrotar uma bruxa com tema de pastelaria sem mencionar um rei sequestrado.

## Elenco
| Personagem            | Voz Original           | Dubladores                   |
| --------------------- | ---------------------- | ---------------------------- |
| Agente Maria (Gretel) | Sylvana Joyce          | Tati Keplmair (adulta)       |
| Agente Maria (Gretel) | Courtney Shaw          | Isabella Guarnieri (criança) |
| Mestre João (Hansel)  | Nicholas Corda         | Vagner Fagundes (adulto)     |
| Mestre João (Hansel)  | Alyson Leigh Rosenfeld | João Vitor Mafra (criança)   |
| Ilvira                | Erica Schroeder        | Sandra Mara Azevedo          |
| Agente Madrasta       | Georgette Reilly       | Cecília Lemes                |
| Rei                   | Marc Thompson          | Mauro Ramos                  |
| Agente Enteada        | Johanna Elmina Moise   | Lina Mendes                  |
| Baba Yaga             | Mary O'Brady           | Zayra Zordan                 |
| Primeiro Ministro     | Mike Pollock           | Luiz Antônio Lobue           |

| Ficha Técnica        | Ficha Técnica           |
| -------------------- | ----------------------- |
| Estúdio de dublagem: | TV Group Digital Brasil |
| Direção:             | Vagner Fagundes         |
| Tradução:            | Paloma Nascimento       |
| Fonte:               | Créditos Netflix        |

## Conceito

### Filme animado
No contexto das adaptações do material de origem Hänsel und Gretel, os criadores do filme estão adaptando um conto de fadas animado do Irmão Grimm em 2021. Eles escolheram o conto de fadas da casa de pão de gengibre Hansel e Gretel como ponto focal para o roteiro que será baseado em um filme de animação.
No entanto, a versão animada não se limitará a colisões de enredo, locais e personagens da fonte literária original. Os personagens Hansel e Gretel no filme serão muito mais ativos do que no conto de fadas, que se tornarão participantes de situações cômicas. Os criadores do filme afirmaram que a produção será baseada em três componentes - uma história divertida para todos os públicos, animação de alta qualidade e efeitos visuais e planos de fundo bem produzidos. Eles observaram que o conto de fadas de João e Maria tem qualidades parentais associadas à história que gira em torno dos irmãos João e Maria. O principal público do filme será a família e será um filme de família.
Os criadores do filme aceitaram que a história original tem elementos de terror. Eles recontaram o arquetípico conto de terror de uma forma que pode ser atraente para todo o público, adicionando elementos de comédia. O diretor Alexey Tsitsilin comentou que o filme não será um remake: "Não queríamos refazer, mas repensar. Deixe a lógica da narrativa e encadeie alguns detalhes adicionais. A história começa a brincar com novas cores, fica diferente, mas ao mesmo tempo, você percebe que é tudo a mesma coisa, é Hansel e Gretel."

## Producao

### Adaptações do material de origem
A coleção de contos de fadas dos Irmãos Grimm, folcloristas alemães, compilada em Contos de Grimm (1812), influenciou a cultura mundial. De acordo com os criadores do filme por mais de dois séculos, Hansel e Gretel foi adaptado para filmes de longa-metragem em muitos países, como Coréia do Sul, Japão, Alemanha e Estados Unidos.
A primeira adaptação foi na Alemanha pelo compositor de ópera Engelbert Humperdinck, que decidiu adaptar uma série de versos divertidos em uma ópera completa, Hänsel und Gretel, apresentada no Império Alemão em 23 de dezembro de 1893. A música era no estilo das canções folclóricas alemãs.
Em 1954, três filmes lançados nos Estados Unidos, Alemanha, Alemanha Ocidental baseados no conto de fadas. A versão dos Estados Unidos, Hansel and Gretel: An Opera Fantasy, foi o primeiro filme animado não-Disney produzido pela empresa RKO Pictures que foi analisado como uma produção em Technicolor construída na Era das Máquinas.
No mesmo ano, a Alemanha lançou Hänsel und Gretel dirigido por Walter Janssen. O filme foi descrito a partir de uma crítica da Universidade de Düsseldorf como uma reinterpretação do pós-guerra adequada para todos os públicos. Na Alemanha Ocidental, Fritz Genschow lançou Hänsel und Gretel, uma interpretação de filme familiar do conto de fadas. A primeira produção live-action do diretor Tim Burton foi Hansel and Gretel que se perdeu desde que foi exibido apenas uma vez no Disney Channel em 1983.

### Desenvolvimento
Em 2018, a assessoria de imprensa da Wizart Animation revelou planos para um filme sobre João e Maria. Pouco depois, na pessoa de Yuri Moskvin, ele fez um acordo com o estúdio de produção cinematográfica dos EUA QED International (conhecido pelo Distrito 9 e colaborações com atores como Arnold Schwarzenegger) para fortalecer criativamente as perspectivas de um acordo de distribuição internacional. O acordo visa a distribuição de alta qualidade, conforme afirma Sasha Shapiro da QED: "Procuramos oportunidades de investimento e expansão criativa dentro do gênero familiar / infantil e acredito que Wizart tem todo o potencial necessário que estávamos procurando". A colaboração é uma das primeiras vezes que a Wizart Animation entrou no mercado cinematográfico americano.
O filme foi apresentado no Festival Internacional de Cinema de Toronto em setembro de 2019, depois em 13 de outubro de 2019 no MIPCOM Junior em Cannes apresentado por Evgenia Markova, no EFM 2020 em Berlim e no Miami Kidscreen Summit 2020. Em 6 de novembro de 2019, no American Film Market , o cartaz exclusivo do filme foi revelado.

### Escrita de roteiro
A adaptação foi criada para usar os contos de fadas dos Irmãos Grimm como modelo. Durante anos, o roteiro esteve em desenvolvimento, afirmando que adaptar o clássico conto de fadas europeu era complicado, já que tinha apenas duas configurações: uma  Casa de Pão de Gengibre e uma floresta densa. No entanto, a oportunidade foi um dos desafios criativos da equipe de roteiristas, que se valeu de mais de 57 variações de roteiro em quando os autores exploraram o conceito da escola de superagentes em que Hansel e Gretel se matriculam. Com o roteiro final, a ideia de um filme de espionagem com superagentes foi finalizada.
Uma das maneiras pelas quais os escritores tiveram ideias foi partindo em missões reais para que pudessem estar "no lugar" dos personagens. O filme começou a enfatizar o componente investigativo, girando a história em torno do cenário principal, a Agência Secreta de Controle de Magias. Assim, os escritores, revisaram os filmes da série de James Bond, Kingsman e o filme de espionagem da União Soviética de 1968 The Diamond Arm. Os escritores pretendiam manter os personagens principais Hansel, Gretel, intactos e a Casa de Pão de Gengibre conforme eles expandiam a floresta mágica e as configurações ao redor. A ideia de criar um Agência Secreta de Controle de Magias abriu novos rumos para a produção de filmes. O roteiro se transformou em uma história global com referências a elementos de outras culturas, incluindo Baba Yaga, o personagem antagonista da avó fantástica da mitologia eslava, a Princesa Sapo, sereias e toda uma série de artefatos mágicos retirados de diferentes histórias. O antigo personagem mitológico eslavo de pão de gengibre Kolobok se tornou um personagem importante no filme. O design interior do Agência Secreta de Controle de Magias foi inspirado na arquitetura de Hogwarts.

#### Temas
Os elementos da fantasia tornaram-se tão cosmopolitas quanto os contos de fadas de Pushkin combinados com a fantasia da Europa Ocidental. O conflito de enredo gira em torno da vilão Ilvira. Os escritores exploraram o conceito de cozinha de Elvira de amor e doces com biscoitos, cupcakes e doces. O conceito de um megalomaníaco cuja cozinha de biscoitos e cupcakes representa uma ameaça ao governo foi explicado na tese de Vladimir Lenin em 1917. Na época da União Soviética, o cientista político especulou o que aconteceria em um cenário em que o chef assumisse o controle do governo, "Cada cozinheiro deve aprender a administrar o Estado (ru)." Através do prisma da comédia e drama, os autores explicaram a tese arcaica em um roteiro divertido de intriga burocrática e suas lutas de poder culinárias associadas. A vilã Ilvira passou a ser a cozinheira da tese quem foi desenvolvido e refinado para se tornar uma caricatura da atriz americana dos anos 60 Marilyn Monroe.
Os temas abordados no filme incluem as relações familiares, sua importância e, sobretudo, o vínculo familiar entre irmãos, mesmo que às vezes sejam incompatíveis entre si, como no caso de seu irmão e irmã Hansel e Gretel. No filme, o conflito se desenvolve como uma divisão familiar causada pelo sistema de admissão da escola. A história paralela dos irmãos revela que Gretel se torna uma estudante valente na Agência Secreta de Controle de Magias estudando com uma bolsa do governo. Pelo contrário, Hansel consegue sobreviver com o engano. O filme é enquadrado como uma missão, revelando os pontos fortes e fracos de ambos os personagens principais, Hansel e Gretel. O filme combina elementos incompatíveis das habilidades burocráticas de inteligência secreta de Gretel adquiridas no ministério da magia com as habilidades de Hansel em ilusão e engano para encontrar o equilíbrio certo e explicar ao público o conceito de reconciliação e, finalmente, a realização da família. Um dos principais temas do conto de fadas original de Hansel e Gretel é o conceito de lealdade entre irmãos. Os irmãos Grimm descreveram como irmãos afetados pela pobreza e perda dos pais cresceram até confiem e sejam leais uns aos outros. O filme explora o conceito de parentesco. O conceito é descrito quando a irmã superagente Gretel e o irmão desonesto Hansel devem encontrar um terreno comum para salvar o rei reafirmando lealdade de irmão.

### Animacao
A qualidade da animação do filme foi considerada pioneira e de nível avançado e levou cerca de três anos para ser desenvolvida. Mais de 60 mil frames foram desenhados em sincronia com a música, enquanto os eventos foram alterados mais de trinta vezes. Cerca de quinze departamentos trabalharam no filme, e cada imagem é movida de acordo com o princípio de um sistema de correias transportadoras. As especificações da fazenda de computadores do estúdio foi dito ser 3000 núcleos de processador. O filme foi uma virada de jogo para o estúdio de animação, como é dito ser o primeiro filme animado tridimensional da Rússia feito com o próprio editor de iluminação 3D do estúdio.O estúdio usou todas as ferramentas disponíveis para aumentar a profundidade de personagem dos episódios finais na praça real para cerca de 1200 caracteres.
A animação do filme foi significativamente influenciada por obras de artistas proeminentes. A casa de pão de gengibre é baseada na obra do arquiteto espanhol Antoni Gaudí. Os animadores foram influenciados pela habilidade do diretor Tim Burton na transformação de elementos de terror em personagens encantadores como visto no filme animado em stop-motion, A Noiva Cadáver. O filme é baseado em um novo sistema de efeitos especiais de animação que o próprio estúdio de animação desenvolveu. O sistema é baseado no pipeline do próprio estúdio. A tecnologia gráfica contará com novos efeitos especiais e facial, configuração de esqueleto que pretendem compartilhar com outros estúdios independentes no futuro.

### Música
A partitura de Agência Secreta de Controle de Magias é composta por Gabriel Hays. O compositor notou que escrever música para os gêneros espião e fantasia exigia mais reflexão porque as canções contrastavam umas com as outras. Além disso, esta área da música é geralmente inexplorada. Usando os personagens clássicos "diversão, capricho e coração" Hansel e Gretel como um modelo, a música foi capaz de fundir a fantasia com o gênero espião. O compositor Gabriel Hays observou que o componente criativo da trilha começou com trechos iniciais de gravações de piano. Em seguida, três pistas principais para o filme foram criadas, incluindo o "Secret Magic Control Agency" que se tornou a representação ideal do conceito da fusão de elementos de espião e fantasia. As outras pistas principais foram "Back at the SMCA" e "Here's Looking at You Not Kid" em que a última deixa é uma sinfonia evocativa descrevendo os caracteres João e Maria transformando de volta para a sua forma original.

## Liberação

### Teatral e streaming
O lançamento do filme de animação de conto de fadas Agência Secreta de Controle de Magias foi confirmado pelo serviço de imprensa da Sony Pictures em 27 de janeiro de 2021. A imprensa enfatizou que o público será capaz de compreender um novo olhar para o clássico conto de fadas dos Irmãos Grimm. O filme de fantasia envolverá espionagem conceptualizado por Agência Secreta de Controle de Magias. O filme explicará os efeitos da fraude e o conceito de cavalheiro ladrão conceptualizado por personagem João. A personagem Gretel é descrita como a principal espiã para a Agência Secreta de Controle de Magias. SMCA lançado na Rússia através de Sony Pictures Productions and Releasing em 18 de Março de 2021. A Netflix adquiriu os direitos globais do filme em 2019. A equipe da Netflix promoveu e localizou o filme para distribuição internacional. Em 25 de março de 2021, o filme foi lançado sob a marca Netflix Original.

## Recepção

### Análise de streaming
De acordo com o agregador de streaming FlixPatrol, na primeira semana de lançamento o filme liderou as paradas globais de audiência da plataforma de streaming Netflix. Em 27 de março de 2021, alguns dias depois de o filme começar a ser transmitido no Netflix, ele alcançou o top dez das paradas mundiais. O filme se tornou o segundo filme mais popular da Netflix, pois superou e contornou as classificações de Hollywood e dos sucessos de bilheteria mundiais que incluíam Velozes e Furiosos. Nos Estados Unidos, o filme de João e Maria se tornou o terceiro filme mais popular visto na seção de filmes e o sexto na lista geral. No Reino Unido, o filme alcançou a sexta posição em ranking. Na Alemanha, o filme alcançou a terceira posição e a décima no geral. No geral, naquele dia, foi o filme mais visto na Netflix na Grécia, Dinamarca, Finlândia, Chipre, Suécia, Noruega, Luxemburgo e Jamaica.
Em 28 de março de 2021, a Secret Magic Control Agency ficou em segundo lugar no ranking mundial. Nos Estados Unidos, onde foi lançado, passou para o segundo filme mais popular na seção de filmes e para o quarto lugar geral. O filme subiu na primeira posição na França. Anteriormente na segunda posição, o filme conseguiu ultrapassar muitos filmes importantes para o melhor filme na seção de filmes e terceiro lugar no geral. Na Alemanha, o filme continuou na segunda posição. O filme também alcançou a primeira posição na Polônia e no Brasil.
De acordo com um relatório do IndieWire, em 29 de março de 2021 o filme da Netflix alcançou a segunda posição no ranking. Nos EUA, as classificações de streaming foram as mesmas do dia anterior. Na França, o filme continuou a manter o primeiro lugar na seção de filmes e o terceiro na seção geral. Em 30 de março de 2021, o filme ocupava o segundo lugar no ranking mundial. Nos Países Baixos o filme De Geheime Dienst voor Magie partiu do terceiro lugar no ranking no final de março para o primeiro lugar geral por um dia em 2 de abril de 2021.
Agência Secreta de Controle de Magias quebrou seu próprio recorde de Março em Netflix durante o mês de abril. O filme conseguiu se tornar o filme com melhor classificação na plataforma Netflix por dois dias subsequentes depois do qual foi para o segundo lugar no ranking após Hasta el cielo (2020) foi liberado. Nos Brasil, o filme ficou em segundo lugar no ranking máximo por dois dias.
O filme recebeu cobertura significativa no México e na França. Na primeira semana de lançamento, no México o filme é um dos filmes mais assistidos. O filme fez parte das dez primeiras listagens do catálogo da Netflix em espanhol. De acordo com o FlixPatrol, na primeira semana de lançamento o filme foi o mais assistido na Netflix por cinco dias seguidos na França. Relatório EcranLarge da França observada "Hansel and Gretel, Secret Agents está se preparando para ser mais um desenho animado de sucesso na Netflix, disponível desde 25 de março." Nas Filipinas e na Grécia, o filme fez parte da compilação de programas recomendados para assistir na Netflix. Na segunda semana de abril, o filme continua nos dez primeiros lugares do ranking da Netflix em alguns países. O filme pode se tornar um dos 25 filmes mais populares da Netflix em 2021, cujos pontos totais agora chegam a 67.

### Resposta crítica
A crítica do filme no Papo de Cinema por Robledo Milani observou que o filme deveria "não merece ser encarado de forma leviana." A revisão declarou  Agência Secreta de Controle de Magias "rejuvenescerem os dois [João e Maria] – em um passe de mágica, portanto – e retornar à ambientação conhecida. Entre sereias e casas caminhantes, cupcakes que ganha vida (uma tentativa não muito bem-sucedida de emular os ajudantes descerebrados, como os minions da trilogia Meu Malvado Favorito) e bruxas canibais, o que impressiona é a capacidade da narrativa de se reinventar, oferecendo novos parâmetros a cada reviravolta." Entreter-se resenha do filme por Antônio Crescencio estados o trabalho de câmera é bom: "A direção aqui é muito boa e sabe conduzir bem as cenas, especialmente as cenas de ação que, mesmo possuindo bastante agilidade nos movimentos de câmera e na montagem, não se torna confusa ou difícil de compreender." Legião Jovem resenha do filme por Pedro Henrique anotou este "animação de nível Disney"  filme move-se a um ritmo acelerado que "busca apresentar seus personagens o mais rápido possível." O resultado não é uma paródia, mas uma "homenagem às obras originais refeitas para a animação."

Maria Luques escrevendo para Teoria Geek anotou deu e ao filme uma aclamada dez estrelas em cada dez observando que o filme tem as principais vantagens ao longo de duas frentes. A primeira é a referência à cultura cinematográfica: "Assisti a essa animação e me senti como numa caça ao tesouro, tentando achar todos os ”easter eggs” que estão contidos nele." A segunda é a própria produção: "A trilha sonora é bem bacana que combinada com os cenários extravagantes e coloridos do filme, proporcionam ótimas cenas e ambos ficaram maravilhosos. Este é um dos filmes que você pode juntar a família, fazer aquela pipoca e curtir um bom momento com todo mundo." Hobby Consolas resenha do filme por David Lorao observou que a produção transformou o mundo da fantasia em uma "estética steampunk" com "conotações medievais." O resultado é um filme com "toneladas de referências à história imaginada pelos Irmãos Grimm " como doces, uma bruxa e uma estrada de migalhas de pão.